# Tetractenos
Tetractenos is een geslacht van straalvinnige vissen uit de familie van kogelvissen (Tetraodontidae).

## Soorten
- Tetractenos glaber (Fréminville, 1813)
- Tetractenos hamiltoni (Richardson, 1846)